# Querugoia
Querugoia (Kerugoya) é uma cidade do Quênia situada na antiga província Central. É a capital do condado de Quiriniaga. De acordo com o censo de 2019, havia 30 045 habitantes. Se localiza a 1 548 metros de altitude.